# LS-1300
LS-1300, previamente denominado FS-1300, es una plataforma para satélites fabricada por Space Systems/Loral. El poder de difusión total oscila entre los 5 y los 25 kW y la plataforma tiene capacidad para 12 a 150 transpondedores. El LS-1300 es una plataforma modular y el fabricante actualmente no indica a cuál de las distintas sub-versiones (tales como:. 1300E, 1300HL, 1300S, 1300) corresponde cada satélite.
La plataforma FS-1300 estuvo disponible por primera vez a fines de los 80's y fue revisada y mejorada en múltiples oportunidades, motivo por el cual se convirtió en una plataforma de comunicaciones satelitales popular.
Los primeros modelos proporcionaban 5.000 vatios de potencia de transmisión, pesaban 5.500 kg. y requerían un dispositivo de lanzamiento de 4 metros de diámetro. Los modelos más nuevos ofrecen el doble de potencia, aproximadamente 10.000 vatios de potencia, pesan 6.700 kg, y requieren un dispositivo de lanzamiento de 5 metros de diámetro.

## Unidades desplegadas[actualizar]

### Hemisferio Occidental
| Ubicación           | Satélite    | Procedencia | Operador              | Tipo                                                    | Cobertura               | Fecha de lanzamiento/cohete (GMT)     | Localización        | Observaciones                                                                     | Desde      |
| ------------------- | ----------- | ----------- | --------------------- | ------------------------------------------------------- | ----------------------- | ------------------------------------- | ------------------- | --------------------------------------------------------------------------------- | ---------- |
| 129.0°O             | Galaxy 27   | EE. UU.     | Intelsat              | Transmisión de televisión y acceso satelital a internet |                         | 25 de septiembre de 1999, Ariane 44LP |                     | Antes conocido como IA-7 y Telstar-7                                              | 20/11/2008 |
| 123.0°O             | Galaxy 18   | EE. UU.     | Intelsat              | Transmisión de radio y televisión                       | América del Norte       | 21 de mayo de 2008, Zenit-3SL         |                     | Satélite híbrido bandas C y ku                                                    | 19/11/2008 |
| 121.0°O             | Galaxy 23   | EE. UU.     | Intelsat              | Transmisión directa                                     | América del Norte       | 7 de agosto de 2003, Zenit-3SL        |                     | Satélite híbrido bandas C y ku. Carga útil de banda C denominada Galaxy-23        | 26/11/2008 |
| 121.0°O             | EchoStar 9  | EE. UU.     | Echostar/DISH Network | Transmisión directa                                     | América del Norte       | 7 de agosto de 2003, Zenit-3SL        |                     | Satélite híbrido bandas C y ku. Carga útil de banda ku denominado como EchoStar 9 | 26/11/2008 |
| 119.0°O             | DirecTV-7S  | EE. UU.     | DirecTV               | Transmisión directa                                     |                         | 4 de mayo de 2004, Zenit-3SL          |                     | 54 transpondedores banda ku (8 transpondedores activos actualmente).              | 26/11/2008 |
| 110.0°0             | EchoStar-11 | EE. UU.     | Echostar/DISH Network | Transmisión directa                                     |                         | 17 de julio de 2008, Zenit-3SL        |                     |                                                                                   | 19/11/2008 |
| 110.0°0             | DirecTV-5   | EE. UU.     | DirecTV               | Transmisión directa                                     |                         | 7 de mayo de 2002, Proton             |                     | 32 transpondedores banda ku                                                       |            |
| 101.1°O             | DirecTV-9S  | EE. UU.     | DirecTV               | Transmisión directa                                     |                         | 13 de octubre de 2006, Ariane 5-ECA   |                     |                                                                                   |            |
| 97.0°0              | Galaxy 19   | EE. UU.     | Intelsat              | Transmisión de radio y televisión                       | América del Norte       | 24 de septiembre de 2008, Zenit-3SL   |                     | 24 transpondedores banda C y 28 transpondedores banda ku                          | 20/11/2008 |
| 77.0°O              | EchoStar-8  | EE. UU.     | Echostar/DISH Network | Transmisión directa                                     |                         | 21 de agosto de 2002, Proton          | 110°O               |                                                                                   | 19/11/2008 |
| 72.7°O              | EchoStar-6  | EE. UU.     | EchostarDISH Network  | Transmisión directa                                     |                         | 14 de julio de 2000, Atlas IIAS       |                     |                                                                                   | 19/11/2008 |
| Hemisferio Oriental |             |             |                       |                                                         |                         |                                       |                     |                                                                                   |            |
| Ubicación           | Satélite    | Procedencia | Operador              | Tipo                                                    | Cobertura               | Fecha de lanzamiento/cohete (GMT)     | Localizaciòn        | Observaciones                                                                     | Desde      |
| 68.5°E              | Intelsat 7  | ESA         |                       |                                                         |                         | 16 de septiembre de 1998, Ariane 44LP |                     |                                                                                   |            |
| 166.0°E             | Intelsat 8  | EE. UU.     | Intelsat              | Cable "Head-End" y transmisión directa                  | Asia-Pacífico Australia | 4 de noviembre de 1998, Proton-K      |                     | Transpondedores bandas C y ku                                                     |            |
| En tránsito         |             |             |                       |                                                         |                         |                                       |                     |                                                                                   |            |
| En ruta a           | Satélite    | Procedencia | Operador              | Tipo                                                    | Cobertura               | Fecha de lanzamiento/cohete (GMT)     | Localización previa | Observaciones                                                                     | Desde      |
| 166.0°E             | Intelsat 19 | EE. UU.     | Intelsat              | Cable "Head-End" y transmisión directa                  | Asia-Pacífico Australia | 1 de junio de 2012, Zenit-3SL         |                     | 24 transpondedores banda C y 34 transpondedores banda ku. Reemplaza Intelsat 8    | 01/06/2012 |
| 93.1°W              | Galaxy 25   | EE. UU.     |                       |                                                         |                         | 24 de mayo de 1997, Proton-K          |                     | Antes Telstar 5                                                                   | 20/11/2008 |

## Fallas
El LS-1300 tuvo una serie de fallos en el año 2001. Desde ese momento, los fallos eléctricos (en los satélites Intelsat 7, PAS 6 y Galaxy 27) y el fracaso para desplegar correctamente los paneles solares (en los satélites Estrela do Sul 1, Telstar 14R y Intelsat 19) han sido recurrentes.
| Satélite                       | Operador | Detalle                                                        | Fecha de falla          |
| ------------------------------ | -------- | -------------------------------------------------------------- | ----------------------- |
| Echostar 5                     | Echostar | Falla de la rueda de reacción.                                 | Jul 2001 y dic 2003     |
| Echostar 6                     | Echostar | Falla parcial del propulsor.                                   | 2001                    |
| Telstar 14 / Estrela do Sul 1  | Telesat  | Falla del despliegue del panel solar.                          | 11/01/2004              |
| Telstar 14R / Estrela do Sul 2 | Telesat  | Falla del despliegue del panel solar.                          | 20/05/2011              |
| GOES 9                         | NOAA     | Problemas en la rueda de reacción                              | 01/09/1998              |
| PAS 6                          | PanAmSat | Pérdida total de energía.                                      | 17/03/2004 y 01/04/2004 |
| Intelsat 7                     | Intelsat | Pérdida parcial de energía                                     | 06/09/2001              |
| Galaxy 26                      | Intelsat | Fallas múltiples de sistemas. Falla del procesador de control. | 2001 y 28/06/2008       |
| Galaxy 27                      | Intelsat | Falla eléctrica.                                               | 28/11/2004              |
| DirecTV 6                      | DirecTV  | Daños por erupción solar.                                      | Abr 1997                |
| Intelsat 19                    | Intelsat | Fallas en el despliegue del panel solar.                       | 01/06/2012              |